# 1743 у літературі

## Книги
- «Життя Джонатана Вайльда Великого» — повість Генрі Філдінга.

## Поезія
- «Могила» (англ. «The Grave») — поема шотландського поета Роберта Блера.

## Народились
- 25 січня — Фрідріх Генріх Якобі, німецький філософ.
- 14 липня — Гаврило Державін, російський поет.

## Померли
- 1 серпня — Річард Севідж, англійський поет.